# Вочингъяун
Вочингъяун (устар. Вагим-Яун) — река в России, протекает по территории Сургутского района Ханты-Мансийского автономного округа. Длина реки — 83 км, площадь водосборного бассейна — 535 км².
Начинается из озера Каратвыто, лежащего на высоте 98 метров над уровнем моря между Ай-Пимом и Сортымпимом. Течёт в южном направлении по сильно заболоченной, обильной озёрами местности. В верховьях протекает через озеро Нюча-Яга-То, затем через озеро Кунчто. В дальнейшем течёт между озёр Сетапахато, Мануто, Вынгыто, Арка-Хосамыто. Низовья реки поросли лесом. Устье реки находится в 170 км по правому берегу реки Пим.
В низовьях реки расположены нефтегазовые промыслы (территория Алехинского месторождения).

## Притоки
Объекты перечислены по порядку от устья к истоку.
- 9 км: Тахлынгъяун[7] (лв)
- 51 км: Урнгиявин[9] (пр)

## Данные водного реестра
По данным государственного водного реестра России относится к Верхнеобскому бассейновому округу, водохозяйственный участок реки — Обь от города Нефтеюганск до впадения реки Иртыш, речной подбассейн реки — Обь ниже Ваха до впадения Иртыша. Речной бассейн реки — (Верхняя) Обь до впадения Иртыша.
Код водного объекта — 13011100212115200045723.